# Talaru

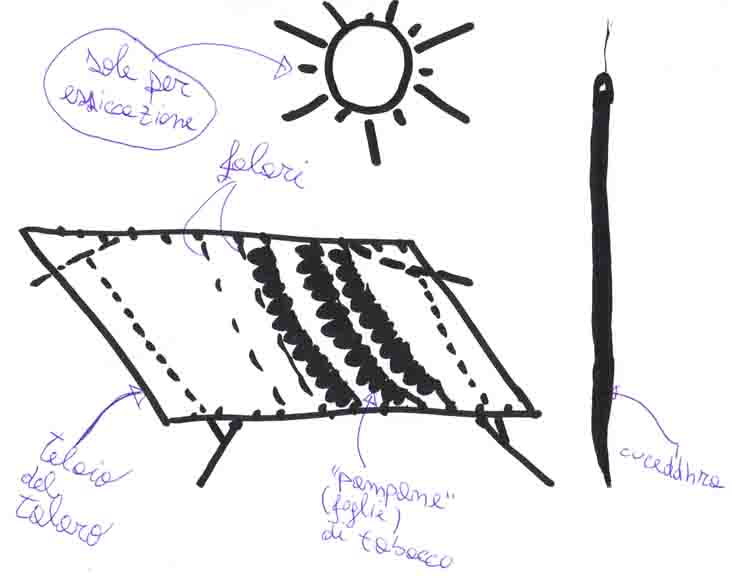
Un talaru disegnato da un bambino

Il talaru o talaro è un vecchio termine dialettale salentino che indica il telaio utilizzato nel processo di essiccazione delle foglie di tabacco. Per non essere confuso con l'omonimo telaio per tessuti se ne utilizzava il diminutivo talarettu (telaietto), spesso con la caratteristica traslazione salentina della seconda e terza sillaba (taralettu). Realizzato in legno povero consentiva l'essiccazione delle file di foglie di tabacco per numero e lunghezza tali da realizzare un fuso di file essiccate (chiuppu) che restava poi conservato al chiuso in attesa del tradizionale imballaggio dei tabacchi orientali. Opportunamente distanziate si fissavano i capi delle file ('nserte) sul lato corto a piccoli chiodini (siminselle). Le file ottenute infilzando lo stipite della foglia con ago e spago avevano una lunghezza esatta quanto il lato corto del telaio. Si utilizzavano per l'essiccazione delle foglie più piccole in quanto l'altezza da terra non era molto alta. Presentavano una certa modularità in quanto da vuoti si potevano impilare risparmiando spazio. negli anni sono stati dotati di piedi pieghevoli agevolandone il rimessaggio.    
Per le foglie di dimensioni maggiori si ricorreva all'essiccazione su stalli (staiere) legando le file a delle canne poggiate su due binari di travi. In questo caso la file era doppia e per la formazione del chiuppu si doppiava in modo tale da formare chiuppi di uguale forma e volume.  
Trattandosi di varietà di tabacco esclusivamente levantine per cui la cura dell'essiccazione è difficoltosa e complessa il telai offriva la possibilità di spostarne la posizione e anche l'orientamento al sole specie nella fase finale di essiccazione delle punte.  
Fino alla disponibilità di spaghi nati originariamente per le reti da pesca, non marcescibili e di buona resistenza,  il confezionamento del serto di foglie era piuttosto precario. 
Il telaio, o talarettu, conteneva dalle 18 alle 22 corde ed era esposto in pieno solo per l'essiccazione delle foglie verdi. In genere i primi giorni in ombra per non scurire troppo il colore della foglia e poi in pieno sole. Dallo svuotamento del telaio si ricavano i curiosi chiuppi (da 'nchiuppare = chiudere a palla) che venivano conservati dalla fine della stagione di produzione e di essiccamento fino alla fine dell'autunno quando il tabacco si imballava per la consegna ai magazzini di lavorazione.    
Il termine è ormai in disuso nel suo significato originario ed è invece utilizzato come insulto scherzoso, paragonando un uomo alla tipologia dell'oggetto sempre immobile al sole. In questo caso tuttavia il termine più esatto per schernire sarebbe talornu, forse anch'esso derivato da una traslazione del latino latorno (canto funebre).  